# Cincari
Cincari era una civitas de la época romana de África Proconsular, una ciudad que se ha identificado tentativamente con las ruinas de Henchir Tengar en el norte de Túnez actual. Las ruinas de Bordj Toum también se han propuesto como una alternativa para la ciudad.

## Ruinas
Las ruinas de Henchir Tengar incluyen templos, pero el sitio es más conocido por su teatro.
La iglesia cristiana era unas termas romanas reutilizadas. pero tenía cuatro ábsides y un martirio.
La ciudad también contaba con una de las pocas septizodias conocidas. La única otra estructura similar conocida se encontró en el Monte Palatino, Roma. Se desconoce su función, aunque podría ser de culto.

## Antiguo obispado cristiano
La ciudad también fue sede de un antiguo obispado cristiano,ref>J. Ferron, v.  Cincari, in Dictionnaire d'Histoire et de Géographie ecclésiastiques, vol. XII, (Paris, 1953), coll. 833-834.</ref> conocido únicamente a través de documentos eclesiásticos. Fue una antigua sede episcopal de la provincia romana de África Proconsular y sufragánea de la Arquidiócesis de Cartago.
Solo se conocen dos obispos de esta antigua sede episcopal. En el Concilio de Cartago (411), la ciudad estuvo representada por el obispo católico Restituto y el obispo donatista Campano. 

## Obispado titular moderno
Hoy en día, Cincari sobrevive como obispado titular y el obispo actual es Frumencio Escudero Arenas, de Puyo.

## Obispos modernos
- Manuel Castro Ruiz (21 de julio de 1965 – 20 de septiembre de 1969)
- Ricardo Blanco Granda (17 de noviembre de 1969 – 2 de agosto de 1986)
- Roger Francis Crispian Hollis (13 de febrero de 1987 – 6 de diciembre de 1988)
- José Andrés Corral Arredondo (16 de enero de 1989 – 11 de julio de 1992)
- Frumencio Escudero Arenas, desde el 6 de octubre de 1992